# NE (Complexitat)
En teoria de la complexitat, la classe de complexitat NE és el conjunt dels problemes de decisió que poden ser resolts amb una màquina de Turing no determinista en temps O(kn) per algun k.

## Relació amb d'altres classes
Se sap que PNE = NPNE.
Aquesta classe està continguda dins de NEXPTIME.